# 3:15
3:15 is een Amerikaanse misdaadfilm uit 1986, geregisseerd door Larry Gross.

## Verhaal
De georganiseerde drugshandel is oncontroleerbaar tegenover machteloze autoriteiten. De straatbende de cobra's heeft de overhand in een wild terreurbewind en regeren een omstreden middelbare school.

## Rolverdeling
| Acteur            | Personage        |
| ----------------- | ---------------- |
| Adam Baldwin      | Jeff Hannah      |
| René Auberjonois  | Horner           |
| Deborah Foreman   | Sherry Havilland |
| Ed Lauter         | Moran            |
| Jesse Aragon      | Smiley           |
| Scott McGinnis    | Chris Barts      |
| Mario Van Peebles | Whisperer        |
| Dean Devlin       | Gum chewer       |

## Productie
De opnames vonden plaats het voorjaar van 1984 op onder meer een plaatselijke middelbare school. Tijdens de opnames waren alle studenten die in de film te zien waren figuranten. De onafhankelijke distributeur Dakota Entertainment bracht de film uit in de Amerikaanse bioscoop.